# Força Aèria Nacional d'Angola
La Força Aèria Nacional d'Angola (portuguès Força Aérea Nacional de Angola, FANA) és la branca aèria de les Forces Armades Angoleses. Amb un inventari de més de 300 avions, FANA és (sobre el paper) una de les forces aèries més grans d'Àfrica.

## Història
Angola es va independitzar de Portugal l'11 de novembre de 1975. No obstant això, els fonaments de l'establiment de la força aèria es van establir abans de la independència quan els membres del llavors Aeroclube de Angola es van reunir a Luanda l'octubre de 1975. Aquestes persones i avions abandonats per la Força Aèria Portuguesa van formar la base de la branca de transport aeri de la força.
La força es va establir formalment el 21 de gener de 1976 com la Força Aérea Popular de Angola / Defesa Aérea e Antiaérea. Es va lliurar a mitjans de desembre de 1975. La FAPA/DAA va lluitar diverses batalles amb l'avió de la Força Aèria Sud-africana en novembre de 1981, octubre de 1982, i dues vegades en Setembre de 1987.
Cap a 1983-85, per millorar la capacitat de combat de l'MPLA, el personal d'aviació de Romania, que va contribuir a l'establiment d'una Escola d'Aviació Militar d'Angola. El seu primer lot de caces soviètics MiG els fou entregat a mitjans de desembre de 1975. La FAPA/DAA va lliurar nombroses batalles contra avions de la Força Aèria Sud-africana en novembre de 1981, octobre de 1982, i dos en setembre de 1987. Cap a 1983-85, per millorar la capacitat de combat de la MPLA, Romania va enviar 150 instructors de vol i altra personal d'aviació, que va contribuir a l'establiment d'una Escola d'Aviació Militar d'Angola.
La FANA té bases a Luanda, Catumbela, Belas, Luena, Kuito, Lubango i Namibe (sovint conegut pel seu nom anterior a 1985, Moçâmedes). The World Factbook, produït per la CIA, va informar que el 2007 el nom de la força va canviar pel de "Força Aèria Nacional".
La major part de l'inventari està fora de servei i es refereix als equips històrics lliurats durant els anys. La FANA té moltes bases, la majoria d'elles antigues bases de la Força Aèria Portuguesa i altres cortesia de la guerra freda, però pocs avions volen actualment. El cos principal de la força aèria està format per avions de transport i càrrega, que s'utilitzen per traslladar subministraments, equips i personal entre parts del país.

## Organització
La Força Aèria Nacional d'Angola està encapçalada pel Chefe do Estado-Maior da FANA. El Cap de Gabinet de la FANA és un General directament subordinat al Cap de l'Estat Major de les Forces Armades d'Angola.
FANA segueix un model rus/exsoviètic, amb les seves unitats aèries com a regimentos de aviação, cadascun incloent diversos esquadrões. A cadascun dels sis regiments d'aviació correspon a una base aèria. A més dels regiments d'aviació, també hi ha una escola de formació de pilots.
El seu ordre de batalla és:
- 25è Regiment d'Aviació de Caces (Base Aèria de Kuito)
  - 13è Esquadró de Caces (Su-27 i Su-27UB)
  - 12è Esquadró de Caces (MiG-23ML i MiG-23UB)
  - 11è Esquadró de Caça (MiG-21bis, MiG-21M, MiG-21F-13 i MiG-21U)
- 26è Regiment d'Aviació de Caces (Base Aèria Moçâmedes)
  - 14è Esquadró de Caça (Su-24MK)
  - 16è Esquadró de Caces (Su-25K i Su-25UBK)
  - 15è Esquadró de Caces (Su-22M-4K i Su-22UM-3K)
- 24è Regiment de Formació (Base Aèria de Menongue)
  - 8è Esquadró de Formació (L-39ZA, EMB-312, PC-9 i PC-7)
  - 9è Esquadró de Formació (Delfin L-29, MiG-15UTI, Yak-11 i PC-6B)
  - 10è Esquadró de Formació (Cessna 172 i Z-142C)
- 23è Regiment de transport aeri (Base Aèria de Luanda)
  - 5è Esquadró de Transport Lleuger (Any-2, Any-12, Any-24, Any-26, Any-28, Any-32, Any-72, Any-74, F-27, C-212-300, C -212-200, BN-2A-21 Commander Turbo, Do-27, Do-28C i Do-228)
  - 6è Esquadró de Transport (Il-76T, C-130K, Lockheed L-100-20 i Boeing 707)
  - 7è Esquadró de Transport (Boeing 707 i EMB-120)
- 21è Regiment d'Helicòpters de Transport (Base Aèria de Luena
  - 1er Escuadrón d'helicòpters (SA-315, IAR-316, SA-342m, AB-212 i SA-365m)
  - Segon escuadrón d'helicòpters (Mi-8, Mi-17 i AS-532)
- 22è Regiment d'Helicòpters de Combat (Base Aèria de Huambo)
  - 3r Esquadró d'helicòpters (Mi-25, Mi-35, AS-565AA, AS-565UA i SA-342m)
  - 4è Esquadró d'helicòpters (Mi-24, Mi-25 i Mi-35)
- Escola de Formació Bàsica de Pilots (Lobito)

## Aeronaus

### Inventari actual

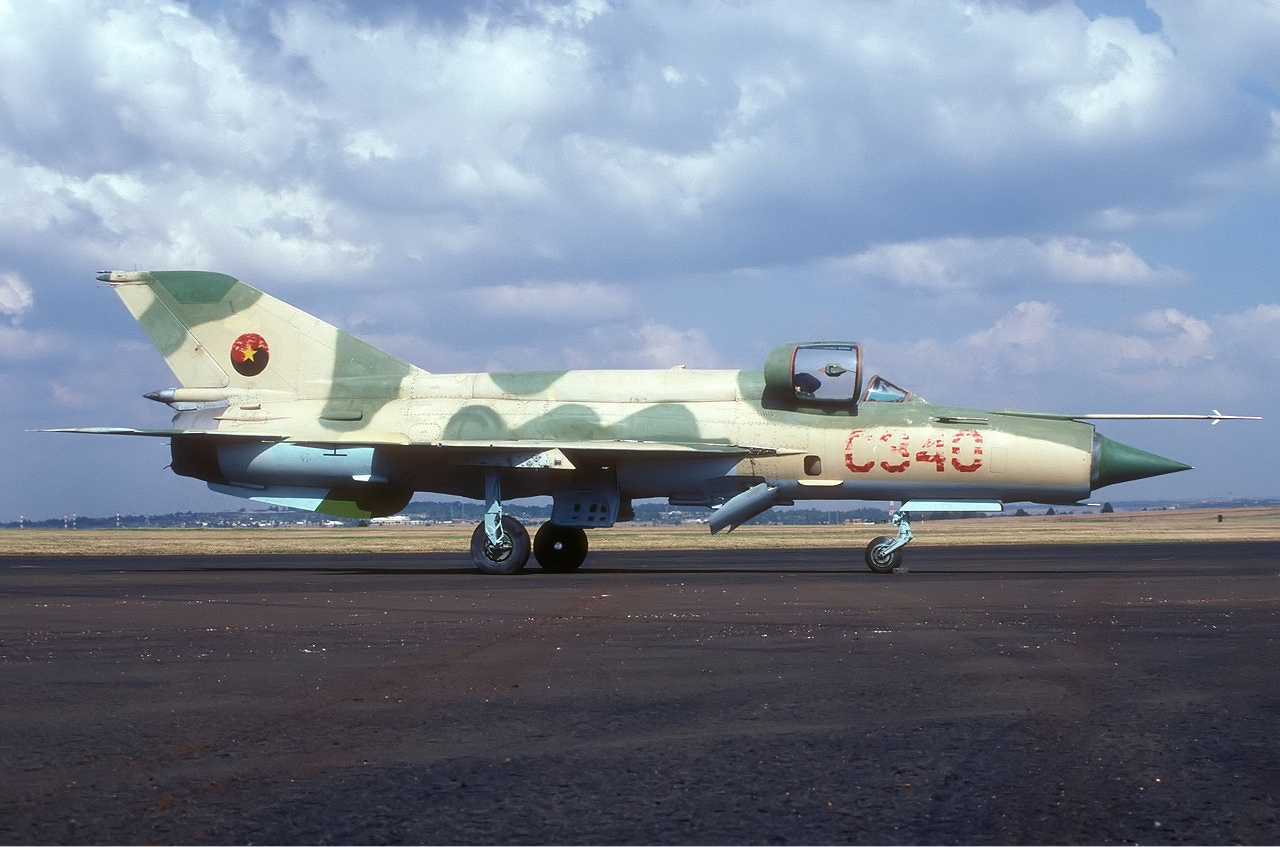
MiG-21bis de la FANA

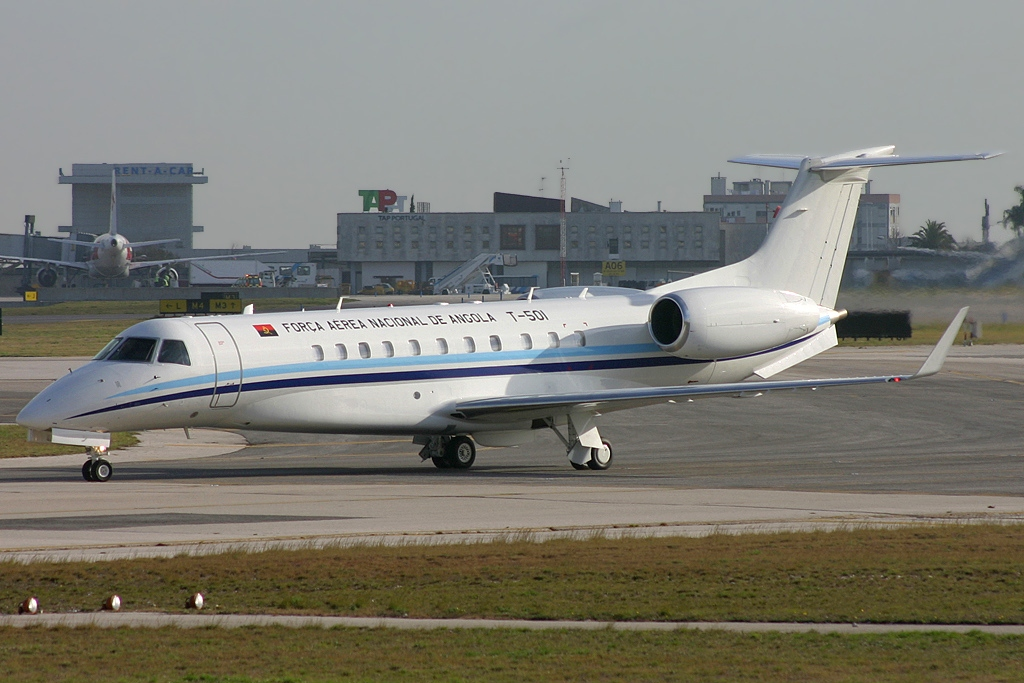
Embraer ERJ-135BJ

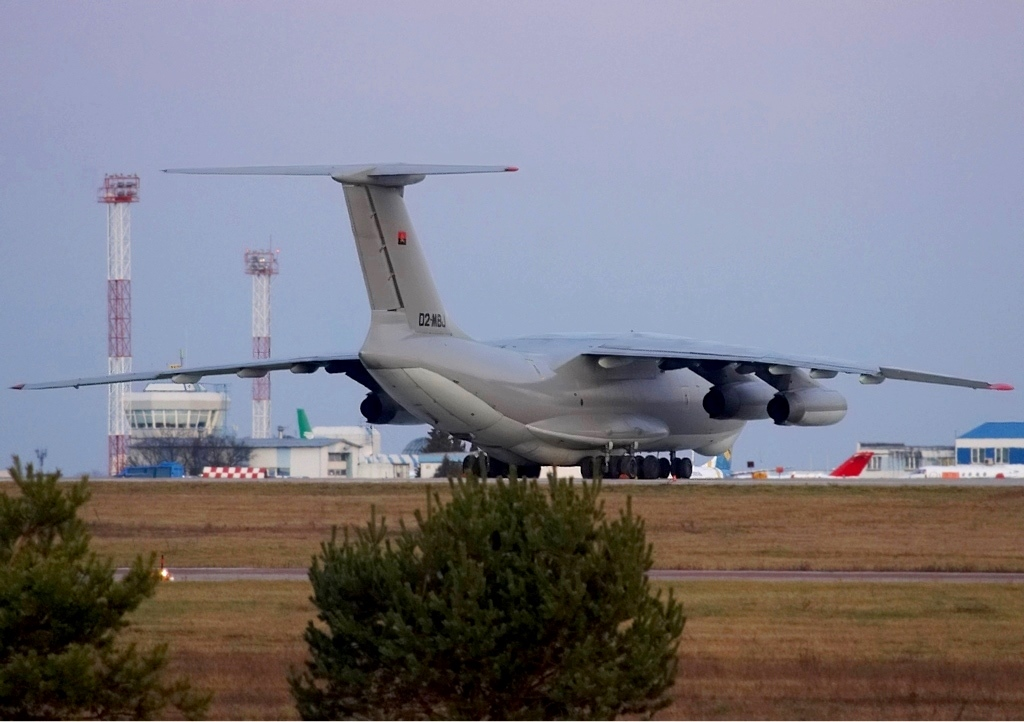
A Ilyushin Il-76 del FANA

| Aparell              | Origen                | Tipus              | Variant           | En servei         | Notes                                                                 |                   |
| Aviació de combat    | Aviació de combat     | Aviació de combat  | Aviació de combat | Aviació de combat | Aviació de combat                                                     | Aviació de combat |
| -------------------- | --------------------- | ------------------ | ----------------- | ----------------- | --------------------------------------------------------------------- | ----------------- |
| MiG-21               | Unió Soviètica        | Caça               | MiG-21bis         | 23                |                                                                       |                   |
| MiG-23               | Unió Soviètica        | Caça               |                   | 22                | Alguns foren proporcionats per Belarus en 1999                        |                   |
| Sukhoi Su-22         | Unió Soviètica        | Caça / bombarder   |                   | 14                | Alguns proporcionats per Belarus 1999                                 |                   |
| Sukhoi Su-25         | Rússia                | Atac               |                   | 12                |                                                                       |                   |
| Sukhoi Su-27         | Rússia                | Caça               |                   | 1                 |                                                                       |                   |
| Sukhoi Su-30         | Rússia                | Caça               | Su-30K            | 2                 | 2 entregats de 12 encarregats                                         |                   |
| Embraer EMB-314      | Brasil                | COIN               |                   | 6                 |                                                                       |                   |
| Patrulla marítima    |                       |                    |                   |                   |                                                                       |                   |
| CASA C-212           | Espanya               | patrulla           |                   | 4                 |                                                                       |                   |
| Cessna Citation      | Estats Units / Israel | patrulla           |                   | 1                 | Equipat amb un sensor de radar SeaSpray AESA i sensors electro-òptics |                   |
| Transport            |                       |                    |                   |                   |                                                                       |                   |
| Embraer ERJ-135      | Brasil                | VIP                |                   | 1                 |                                                                       |                   |
| Yakovlev Yak-40      | Unió Soviètica        | VIP                |                   | 1                 |                                                                       |                   |
| Antonov An-12        | Ucraïna               | transport pesant   |                   | 10                |                                                                       |                   |
| Antonov An-26        | Ucraïna               | transport          |                   | 1                 |                                                                       |                   |
| Antonov An-32        | Ucraïna               | transport          |                   | 7                 |                                                                       |                   |
| Antonov An-74        | Ucraïna               | transport pesant   |                   | 7                 |                                                                       |                   |
| CASA C-212           | Espanya               | transport utilitat |                   | 2                 |                                                                       |                   |
| Dornier 28           | Alemanya              | utilitat           |                   | 1                 |                                                                       |                   |
| Ilyushin Il-76       | Rússia                | transport pesant   |                   | 8                 |                                                                       |                   |
| Helicòpters          |                       |                    |                   |                   |                                                                       |                   |
| Bell 212             | Estats Units          | utilitat           |                   | 9                 |                                                                       |                   |
| Mil Mi-8             | Rússia                | utilitat           | Mi-8/17/171       | 66                |                                                                       |                   |
| Mil Mi-24            | Rússia                | atac               | Mi-24/35          | 15                |                                                                       |                   |
| Alouette III         | França                | enllaç             |                   | 20                |                                                                       |                   |
| Aérospatiale Gazelle | França                | Escorta lleuger    |                   | 8                 |                                                                       |                   |
| AgustaWestland AW109 | Itàlia                | utilitat lleugera  |                   |                   | 6 encarregats                                                         |                   |
| AgustaWestland AW139 | Itàlia                | SAR / utilitat     |                   |                   | 2 encarregats                                                         |                   |
| Entrenament          |                       |                    |                   |                   |                                                                       |                   |
| Aero L-29            | República Txeca       | jet d'entrenament  |                   | 6                 |                                                                       |                   |
| Aero L-39            | República Txeca       | jet d'entrenament  |                   | 3                 |                                                                       |                   |
| Pilatus PC-7         | Suïssa                | Entrenament bàsic  |                   | 22                |                                                                       |                   |
| Pilatus PC-9         | Suïssa                | Entrenament        |                   | 4                 |                                                                       |                   |
| Embraer EMB-312      | Brasil                | Entrenament        |                   | 13                | Tucanos adquirits del Perú                                            |                   |

## Accidents i incidents
El 14 de setembre de 2011, un Embraer EMB 120 Brasilia, operat per la FANA, es va estavellar just després de l'enlairament a l'aeroport Albano Machado, matant 11 oficials de l'exèrcit (inclosos tres generals, entre ells Kalias Pedro) i sis civils. L'accident es va produir a les 11:30 a l'aeroport, amb una delegació militar a bord de l'aeroport Albano Machado.